# فندق فور سيزونز جورج الخامس

فندق فور سيزونز جورج الخامس، هو فندق فخم في جادة جورج الخامس في الدائرة الخامسة، باريس، فرنسا.

## التاريخ
بني الفندق من قبل رجل الأعمال والمعماري الأمريكي جويل هيلمان في أواخر العشرينات. تم بناؤه عام 1928 بواسطة أندري تريل وجورج ويبو بميزانية بلغت 31 مليون دولار، أو 60 مليون فرنك فرنسي. أصبح هذا الأخير شهير للغاية، أولاً لكونه صاحب مطعم لا تور دارجنو، الفندق الذي بنُي مؤخرا في 31 جادة الملك جورج قبالة قصره. ثانياً لكونه معماري كازينو دى دوفيل وترميمه لبرينتمبس هاسمان في اعقاب حريق 1921. الفندق من الخارج على طراز الثلاثينيات، ويحتوي على تسعة طوابق فارهة.
عند بداية تشغيله شهد الفندق استضافة عدد كبير من العملاء الأمريكان (أكثر من ثلثي نزلائه)، قادمين من البواخر التي كانت تجوب الأطلسي. وهناك مكاتب في شربورغ لاستقبال العملاء بمجرد وصولهم.
أُجبر جويل هيلمان على التنازل عن فندق جورج الخامس لمجموعة مصرفية بعد الخميس الأسود، 24 أكتوبر 1929. بيع الفندق عام 1931 للمصرفي فرانسوا دوبري وتم بناء جناح جديد بواسطة المعماريين الأصليين، للشقق المؤجرة على مدار السنة أو الموسم ، والتمتع بخدمات الفندق. جلب دوبري للفندق الكثير من القطع الفنية مثل المفروشات من فلاندرز، أثاثات بول، رينوار ودوفي.
يعتبر واحداً من أرقى الفنادق في باريس بل والعالم أجمع. فاز بعدة جوائز من مجلة كوني ناست للسفر.
فندق فور سيزونز جورج الخامس حالياً واحداً من سلسلة فنادق ومنتجات فور سيزونز المملوكة لشركة المملكة القابضة (شركة استثمارية يملك فيها الأمير الوليد بن طلال 45%، بيل غيتس 45% والمؤسسة إيزادور شارب 10%). منذ 13 سبتمبر 2011، ضُم فندق جورج الخامس لثمانية أماكن أخرى في فرانس 3.